# إليا كوبيشكين
إليا كوبيشكين (الروسية: Илья Анатольевич Кубышкин) (12 يناير 1996 بسانت بطرسبرغ في روسيا - ) هو لاعب كرة قدم روسي في مركز الدفاع. لعب مع زينيت سانت بطرسبرغ وFC Zenit-2 Saint Petersburg ‏.